# Acronicta metaxanthodes
Acronicta metaxanthodes là một loài bướm đêm trong họ Noctuidae.